# Großer Preis von Italien 2023
Der Große Preis von Italien 2023 (offiziell Formula 1 Pirelli Gran Premio d’Italia 2023) fand am 3. September auf dem Autodromo Nazionale di Monza in Monza statt und war das 14. Rennen der Formel-1-Weltmeisterschaft 2023.

## Bericht

### Hintergründe
Nach dem Großen Preis der Niederlande führte Max Verstappen in der Fahrerwertung mit 138 Punkten vor Sergio Pérez und mit 171 Punkten vor Fernando Alonso. In der Konstrukteurswertung führte Red Bull Racing mit 285 Punkten vor Mercedes und mit 325 Punkten vor Aston Martin.
Pirelli stellte den Fahrern die Reifenmischungen C3 Hard (weiß), C4 Medium (gelb) und C5 Soft (rot) sowie Cinturato Intermediates (grün) und Cinturato Full-Wets (blau) für nasse Bedingungen zur Verfügung.
Daniel Ricciardo wurde bei AlphaTauri erneut von Liam Lawson vertreten.
Ferrari trat anlässlich des Heim-Grand Prix des Teams mit einer Sonderlackierung an, die gelbe Akzente beinhaltete. Auch Alfa Romeo trat mit einer Sonderlackierung an, die die italienische Flagge in das Design einband.
Lance Stroll (sieben), Pierre Gasly, Yuki Tsunoda (fünf), George Russell (vier), Nico Hülkenberg (drei), Verstappen, Pérez, Carlos Sainz jr., Lewis Hamilton, Lando Norris, Alonso, Zhou Guanyu (jeweils zwei), Charles Leclerc, Alexander Albon und Kevin Magnussen (jeweils einer) gingen mit Strafpunkten ins Wochenende.
Mit Hamilton (fünfmal), Alonso (zweimal), Leclerc, Gasly und Verstappen (jeweils einmal) traten fünf ehemalige Sieger zu diesem Grand Prix an.
Als Rennkommissare für dieses Rennwochenende fungierten Tim Mayer (USA), Loïc Bacquelaine (BEL), Vitantonio Liuzzi (ITA) und Matteo Perini (ITA).

### Training
Im ersten freien Training kam der zweite Young Driver der Saison zum Einsatz, Felipe Drugovich übernahm für diese Session den Aston Martin von Stroll. Verstappen fuhr mit 1:22,657 Minuten die Bestzeit vor Sainz jr. und Pérez.
Im zweiten freien Training war Sainz jr. mit einer Zeit von 1:21,355 Minuten der Schnellste vor Norris und Pérez.
Im dritten freien Training fuhr erneut Sainz jr. die Bestzeit von 1:20,912 Minuten vor Verstappen und Hamilton.

### Qualifying
Das Qualifying bestand aus drei Teilen mit einer Nettolaufzeit von 45 Minuten. Zum zweiten Mal in dieser Saison wurde das neue Reglement der Reifenaufteilung der Slicks getestet, bei dem alle Fahrer in Q1 mit den Hards, in Q2 mit den Mediums und in Q3 mit den Softs fahren mussten. Hier war das Überschreiten der Track Limits besonders in Kurve 5 (Lesmo) eine Herausforderung für die Fahrer, wodurch einige Zeiten aberkannt wurden.
Im ersten Qualifying-Segment (Q1) hatten die Fahrer 18 Minuten Zeit, um sich für das Rennen zu qualifizieren. Alle Fahrer, die im ersten Abschnitt eine Zeit erzielten, die maximal 107 Prozent der schnellsten Rundenzeit betrug, qualifizierten sich für den Grand Prix. Die besten 15 Fahrer erreichten den nächsten Qualifikationsabschnitt. Verstappen war Schnellster. Zhou, beide Alpine-Piloten, Magnussen und Stroll schieden aus.
Der zweite Abschnitt (Q2) dauerte 15 Minuten. Die schnellsten zehn Piloten qualifizierten sich für den dritten Teil des Qualifyings. Verstappen war erneut Schnellster. Beide AlphaTauri-Piloten, Hülkenberg, Valtteri Bottas und Sargeant schieden aus.
Der letzte Abschnitt (Q3) ging über eine Zeit von zwölf Minuten, in denen die ersten zehn Startpositionen vergeben wurden. Sainz jr. sicherte sich mit 1:20,294 Minuten seine erste Pole-Position des Jahres und seine vierte insgesamt vor Verstappen und Leclerc.
Es wurden keine Gridstrafen ausgesprochen. Dies ist für den Großen Preis von Italien ungewöhnlich, da Teams aufgrund der einfacheren Überholmöglichkeiten auf dem Autodromo Nazionale di Monza häufig Gridstrafen in Kauf nahmen, um frische Fahrzeugkomponenten einsetzen oder den Pools der Fahrer hinzuzufügen zu können.

### Rennen
Der Start wurde durch den Ausfall des AlphaTauri von Tsunoda in der Aufwärmrunde abgebrochen. Es folgte eine weitere Aufwärmrunde und anschließend ein Startabbruch, da der Wagen nicht schnell genug entfernt werden konnte. Das Rennen begann daher mit 20 Minuten Verspätung und wurde um zwei Runden gekürzt.
Polesetter Sainz jr. hatte einen guten Start und hielt in den ersten 14 Runden den Zweitplatzierten Verstappen hinter sich. Selbst als Verstappen DRS erlaubt wurde, konnte er nicht überholen, da Sainz jr. weiterhin eine starke Verteidigung aufrechterhielt. Sainz jr. verbremste sich dann allerdings in Runde 15 in der ersten Kurve und verschaffte Verstappen so eine Angriffsmöglichkeit. Verstappen überholte schließlich Sainz jr. und führte das Rennen die nächsten fünf Runden an, bis er zu seinem Boxenstopp ging. Unterdessen kämpften Russell und Pérez um den vierten Platz hinter Leclerc. In Runde 14 konnte Pérez in der ersten Kurve an Russell vorbeiziehen, doch beide Autos verpassten die Schikane und Pérez musste die Position zurückgeben. Aufgrund eines weiteren Vorfalls gegen Ocon in derselben Kurve nach seinem Stopp, bei dem Rusell Ocon außerhalb der Strecke überholte, erhielt Russell eine Fünf-Sekunden-Zeitstrafe, welche nach Rennende auf seine Zeit addiert wurde.
Hinter Verstappen, der schnell mehrere Sekunden Vorsprung herausholte, lieferten sich die anderen Fahrer enge Kämpfe, wobei sich Pérez und Leclerc in der zweiten Kurve ein Duell lieferten. Hamilton machte beim Versuch, Oscar Piastri zu überholen, einen Fehler und kreuzte ihn in der Bremszone von Kurve 4. Piastris Frontflügel war beschädigt und er musste zur Reparatur einen außerplanmäßigen Boxenstopp einlegen. Hamilton erhielt – wie bereits sein Teamkollege Russell zuvor – für die Kollision eine Fünf-Sekunden-Zeitstrafe, hatte aber am Ende genug Vorsprung auf Albon, sodass er keine Positionen verlor. Unterdessen ging Sainz jr. im Zweikampf mit Pérez in der ersten Kurve der Platz aus und er war gezwungen, Pérez auch den zweiten Platz zu überlassen. Als sich das Rennen der Schlussphase näherte, lieferten sich die beiden Ferrari einen harten, aber fairen Kampf um Platz 3, welchen Sainz jr. für sich entschied.
Verstappen gewann das Rennen vor Pérez und Sainz jr. Mit seinem zehnten Sieg war Verstappen nun alleiniger Rekordhalter für die meisten Siege in Folge. Er löste Sebastian Vettel als Rekordhalter ab. Die restlichen Punkteplatzierungen belegten Russell, Hamilton, Albon, Norris, Alonso und Bottas. Piastri erzielte zum ersten Mal in seiner Karriere die schnellste Rennrunde. Da er das Rennen jedoch außerhalb der Punkteränge beendete, wurde dafür kein Bonuspunkt vergeben.
Der Grand Prix stellte mit 1:13:41,143 Stunden den Rekord für das Rennen mit der kürzesten Dauer auf, vorzeitig beendete Rennen nicht eingerechnet und brach damit den bisherigen Rekord des Großen Preises von Italien 2003, der 1:14:19,838 Stunden dauerte.
In der Fahrerwertung blieben die ersten drei Positionen unverändert. In der Konstrukteurswertung führte weiterhin Red Bull, Ferrari überholte Aston Martin und war nun Dritter hinter Mercedes.

## Meldeliste
| Team                                  | Nr. | Fahrer           | Chassis                           | Motor                             | Reifen |
| ------------------------------------- | --- | ---------------- | --------------------------------- | --------------------------------- | ------ |
| Oracle Red Bull Racing                | 01  | Max Verstappen   | Red Bull Racing RB19              | Honda RBPTH001                    | P      |
| Oracle Red Bull Racing                | 11  | Sergio Pérez     | Red Bull Racing RB19              | Honda RBPTH001                    | P      |
| Scuderia Ferrari                      | 16  | Charles Leclerc  | Ferrari SF-23                     | Ferrari 066/10                    | P      |
| Scuderia Ferrari                      | 55  | Carlos Sainz jr. | Ferrari SF-23                     | Ferrari 066/10                    | P      |
| Mercedes-AMG Petronas F1 Team         | 63  | George Russell   | Mercedes-AMG F1 W14 E Performance | Mercedes-AMG F1 M14 E Performance | P      |
| Mercedes-AMG Petronas F1 Team         | 44  | Lewis Hamilton   | Mercedes-AMG F1 W14 E Performance | Mercedes-AMG F1 M14 E Performance | P      |
| BWT Alpine F1 Team                    | 31  | Esteban Ocon     | Alpine A523                       | Renault E-Tech RE23               | P      |
| BWT Alpine F1 Team                    | 10  | Pierre Gasly     | Alpine A523                       | Renault E-Tech RE23               | P      |
| McLaren F1 Team                       | 81  | Oscar Piastri    | McLaren MCL60                     | Mercedes-AMG F1 M14 E Performance | P      |
| McLaren F1 Team                       | 04  | Lando Norris     | McLaren MCL60                     | Mercedes-AMG F1 M14 E Performance | P      |
| Alfa Romeo F1 Team Stake              | 77  | Valtteri Bottas  | Alfa Romeo C43                    | Ferrari 066/10                    | P      |
| Alfa Romeo F1 Team Stake              | 24  | Zhou Guanyu      | Alfa Romeo C43                    | Ferrari 066/10                    | P      |
| Aston Martin Aramco Cognizant F1 Team | 18  | Lance Stroll     | Aston Martin AMR23                | Mercedes-AMG F1 M14 E Performance | P      |
| Aston Martin Aramco Cognizant F1 Team | 34  | Felipe Drugovich | Aston Martin AMR23                | Mercedes-AMG F1 M14 E Performance | P      |
| Aston Martin Aramco Cognizant F1 Team | 14  | Fernando Alonso  | Aston Martin AMR23                | Mercedes-AMG F1 M14 E Performance | P      |
| MoneyGram Haas F1 Team                | 20  | Kevin Magnussen  | Haas VF-23                        | Ferrari 066/10                    | P      |
| MoneyGram Haas F1 Team                | 27  | Nico Hülkenberg  | Haas VF-23                        | Ferrari 066/10                    | P      |
| Scuderia AlphaTauri                   | 40  | Liam Lawson      | AlphaTauri AT04                   | Honda RBPTH001                    | P      |
| Scuderia AlphaTauri                   | 22  | Yuki Tsunoda     | AlphaTauri AT04                   | Honda RBPTH001                    | P      |
| Williams Racing                       | 23  | Alexander Albon  | Williams FW45                     | Mercedes-AMG F1 M14 E Performance | P      |
| Williams Racing                       | 02  | Logan Sargeant   | Williams FW45                     | Mercedes-AMG F1 M14 E Performance | P      |

Anmerkungen
1. 1 2  Der Aston Martin mit der Startnummer 34 wurde im ersten freien Training für Drugovich eingesetzt. Stroll übernahm das Fahrzeug anschließend für das restliche Rennwochenende mit seiner Startnummer 18.

## Klassifikationen

### Qualifying
| Pos.                                                                      | Fahrer           | Konstrukteur                 | Q1       | Q2       | Q3       | Start |
| ------------------------------------------------------------------------- | ---------------- | ---------------------------- | -------- | -------- | -------- | ----- |
| 01                                                                        | Carlos Sainz jr. | Ferrari                      | 1:21,965 | 1:20,991 | 1:20,294 | 01    |
| 02                                                                        | Max Verstappen   | Red Bull Racing-Honda RBPT   | 1:21,573 | 1:20,937 | 1:20,307 | 02    |
| 03                                                                        | Charles Leclerc  | Ferrari                      | 1:21,788 | 1:20,977 | 1:20,361 | 03    |
| 04                                                                        | George Russell   | Mercedes                     | 1:22,148 | 1:21,382 | 1:20,671 | 04    |
| 05                                                                        | Sergio Pérez     | Red Bull Racing-Honda RBPT   | 1:21,911 | 1:21,240 | 1:20,688 | 05    |
| 06                                                                        | Alexander Albon  | Williams-Mercedes            | 1:21,661 | 1:21,272 | 1:20,760 | 06    |
| 07                                                                        | Oscar Piastri    | McLaren-Mercedes             | 1:22,106 | 1:21,527 | 1:20,785 | 07    |
| 08                                                                        | Lewis Hamilton   | Mercedes                     | 1:21,977 | 1:21,369 | 1:20,820 | 08    |
| 09                                                                        | Lando Norris     | McLaren-Mercedes             | 1:21,995 | 1:21,581 | 1:20,979 | 08    |
| 10                                                                        | Fernando Alonso  | Aston Martin Aramco-Mercedes | 1:22,043 | 1:21,543 | 1:21,417 | 10    |
| 11                                                                        | Yuki Tsunoda     | AlphaTauri-Honda RBPT        | 1:21,852 | 1:21,594 | –        | 11    |
| 12                                                                        | Liam Lawson      | AlphaTauri-Honda RBPT        | 1:22,112 | 1:21,758 | –        | 12    |
| 13                                                                        | Nico Hülkenberg  | Haas-Ferrari                 | 1:22,343 | 1:21,776 | –        | 13    |
| 14                                                                        | Valtteri Bottas  | Alfa Romeo-Ferrari           | 1:22,249 | 1:21,940 | –        | 14    |
| 15                                                                        | Logan Sargeant   | Williams-Mercedes            | 1:21,930 | 1:21,944 | –        | 15    |
| 16                                                                        | Zhou Guanyu      | Alfa Romeo-Ferrari           | 1:22,390 | –        | –        | 16    |
| 17                                                                        | Pierre Gasly     | Alpine-Renault               | 1:22,545 | –        | –        | 17    |
| 18                                                                        | Esteban Ocon     | Alpine-Renault               | 1:22,548 | –        | –        | 18    |
| 19                                                                        | Kevin Magnussen  | Haas-Ferrari                 | 1:22,592 | –        | –        | 19    |
| 20                                                                        | Lance Stroll     | Aston Martin Aramco-Mercedes | 1:22,860 | –        | –        | 20    |
| 107-Prozent-Zeit: 1:27,283 min (bezogen auf Q1-Bestzeit von 1:21,573 min) |                  |                              |          |          |          |       |

### Rennen
| Pos.                                                                   | Fahrer           | Konstrukteur                 | Runden | Stopps | Zeit        | Start | Schnellste Runde |
| ---------------------------------------------------------------------- | ---------------- | ---------------------------- | ------ | ------ | ----------- | ----- | ---------------- |
| 01                                                                     | Max Verstappen   | Red Bull Racing-Honda RBPT   | 51     | 1      | 1:13:41,143 | 02    | 1:25,240 (33.)   |
| 02                                                                     | Sergio Pérez     | Red Bull Racing-Honda RBPT   | 51     | 1      | + 6,064     | 05    | 1:25,522 (39.)   |
| 03                                                                     | Carlos Sainz jr. | Ferrari                      | 51     | 1      | + 11,193    | 01    | 1:25,501 (30.)   |
| 04                                                                     | Charles Leclerc  | Ferrari                      | 51     | 1      | + 11,377    | 03    | 1:25,580 (38.)   |
| 05                                                                     | George Russell   | Mercedes                     | 51     | 1      | + 23,028    | 04    | 1:25,847 (38.)   |
| 06                                                                     | Lewis Hamilton   | Mercedes                     | 51     | 1      | + 42,679    | 08    | 1:25,582 (29.)   |
| 07                                                                     | Alexander Albon  | Williams-Mercedes            | 51     | 1      | + 45,106    | 06    | 1:26,389 (33.)   |
| 08                                                                     | Lando Norris     | McLaren-Mercedes             | 51     | 1      | + 45,449    | 09    | 1:26,144 (24.)   |
| 09                                                                     | Fernando Alonso  | Aston Martin Aramco-Mercedes | 51     | 1      | + 46,294    | 10    | 1:26,105 (43.)   |
| 10                                                                     | Valtteri Bottas  | Alfa Romeo-Ferrari           | 51     | 1      | + 1:04,056  | 14    | 1:25,988 (27.)   |
| 11                                                                     | Liam Lawson      | AlphaTauri-Honda RBPT        | 51     | 1      | + 1:10,638  | 12    | 1:25,842 (44.)   |
| 12                                                                     | Oscar Piastri    | McLaren-Mercedes             | 51     | 2      | + 1:13,074  | 07    | 1:25,072 (43.)   |
| 13                                                                     | Logan Sargeant   | Williams-Mercedes            | 51     | 1      | + 1:18,557  | 15    | 1:26,840 (16.)   |
| 14                                                                     | Zhou Guanyu      | Alfa Romeo-Ferrari           | 51     | 1      | +1:20,164   | 16    | 1:25,983 (35.)   |
| 15                                                                     | Pierre Gasly     | Alpine-Renault               | 51     | 1      | + 1:22,510  | 17    | 1:25,758 (44.)   |
| 16                                                                     | Lance Stroll     | Aston Martin Aramco-Mercedes | 51     | 1      | + 1:27,266  | 20    | 1:26,617 (31.)   |
| 17                                                                     | Nico Hülkenberg  | Haas-Ferrari                 | 50     | 1      | + 1 Runde   | 13    | 1:25,894 (50.)   |
| 18                                                                     | Kevin Magnussen  | Haas-Ferrari                 | 50     | 1      | + 1 Runde   | 19    | 1:26,278 (42.)   |
| –                                                                      | Esteban Ocon     | Alpine-Renault               | 39     | 1      | DNF         | 18    | 1:26,963 (33.)   |
| DNS                                                                    | Yuki Tsunoda     | AlphaTauri-Honda RBPT        | –      | –      | –           | 11    | –                |
| Fahrer des Tages: Carlos Sainz junior (31,5 % der abgegebenen Stimmen) |                  |                              |        |        |             |       |                  |

Anmerkungen
1. ↑  Russell erhielt eine Fünf-Sekunden-Strafe, weil er die Strecke verlassen und sich einen Vorteil verschafft hatte. Seine endgültige Platzierung wurde durch diese Strafe nicht beeinträchtigt.
2. ↑  Hamilton erhielt eine Fünf-Sekunden-Strafe für eine Kollision mit Piastri. Seine endgültige Platzierung wurde durch diese Strafe nicht beeinträchtigt.
3. ↑  Piastri erhielt eine Fünf-Sekunden-Strafe, weil er die Strecke verlassen und sich einen Vorteil verschafft hatte. Er fiel dadurch von Rang 11 auf 12 zurück.
4. ↑  Sargeant erhielt eine Fünf-Sekunden-Strafe für eine Kollision mit Bottas. Seine endgültige Platzierung wurde durch diese Strafe nicht beeinträchtigt.
5. ↑  Tsunoda konnte das Rennen aufgrund eines Motorschadens in der Einführungsrunde nicht starten. Sein Platz in der Startaufstellung blieb frei.

## WM-Stände nach dem Rennen
Die ersten zehn des Rennens bekamen 25, 18, 15, 12, 10, 8, 6, 4, 2 bzw. 1 Punkt(e). Für die schnellste Rennrunde wurde kein Punkt vergeben, da der betreffende Fahrer nicht unter den ersten Zehn ins Ziel kam.

### Fahrerwertung
| Pos. | Fahrer           | Konstrukteur                 | Punkte |
| ---- | ---------------- | ---------------------------- | ------ |
| 01   | Max Verstappen   | Red Bull Racing-Honda RBPT   | 364    |
| 02   | Sergio Pérez     | Red Bull Racing-Honda RBPT   | 219    |
| 03   | Fernando Alonso  | Aston Martin Aramco-Mercedes | 170    |
| 04   | Lewis Hamilton   | Mercedes                     | 164    |
| 05   | Carlos Sainz jr. | Ferrari                      | 117    |
| 06   | Charles Leclerc  | Ferrari                      | 111    |
| 07   | George Russell   | Mercedes                     | 109    |
| 08   | Lando Norris     | McLaren-Mercedes             | 79     |
| 09   | Lance Stroll     | Aston Martin Aramco-Mercedes | 47     |
| 10   | Pierre Gasly     | Alpine-Renault               | 37     |
| 11   | Esteban Ocon     | Alpine-Renault               | 36     |

| Pos. | Fahrer           | Konstrukteur          | Punkte |
| ---- | ---------------- | --------------------- | ------ |
| 12   | Oscar Piastri    | McLaren-Mercedes      | 36     |
| 13   | Alexander Albon  | Williams-Mercedes     | 21     |
| 14   | Nico Hülkenberg  | Haas-Ferrari          | 9      |
| 15   | Valtteri Bottas  | Alfa Romeo-Ferrari    | 6      |
| 16   | Zhou Guanyu      | Alfa Romeo-Ferrari    | 4      |
| 17   | Yuki Tsunoda     | AlphaTauri-Honda RBPT | 3      |
| 18   | Kevin Magnussen  | Haas-Ferrari          | 2      |
| 19   | Logan Sargeant   | Williams-Mercedes     | 0      |
| 20   | Liam Lawson      | AlphaTauri-Honda RBPT | 0      |
| 21   | Nyck de Vries    | AlphaTauri-Honda RBPT | 0      |
| 22   | Daniel Ricciardo | AlphaTauri-Honda RBPT | 0      |

### Konstrukteurswertung
| Pos. | Konstrukteur                 | Punkte |
| ---- | ---------------------------- | ------ |
| 01   | Red Bull Racing-Honda RBPT   | 583    |
| 02   | Mercedes                     | 273    |
| 03   | Ferrari                      | 228    |
| 04   | Aston Martin Aramco-Mercedes | 217    |
| 05   | McLaren-Mercedes             | 115    |

| Pos. | Konstrukteur          | Punkte |
| ---- | --------------------- | ------ |
| 06   | Alpine-Renault        | 73     |
| 07   | Williams-Mercedes     | 21     |
| 08   | Haas-Ferrari          | 11     |
| 09   | Alfa Romeo-Ferrari    | 10     |
| 10   | AlphaTauri-Honda RBPT | 3      |